# Caravelí
Caravelí este un oraș din partea sudică a statului Peru, fiind capitala provinciei Caravelí, regiunea Arequipa.
La data recensământului din 2005, orașul număra 3 964 de locuitori.